# Đồng Chum
Đồng Chum là một xã thuộc huyện Đà Bắc, tỉnh Hòa Bình, Việt Nam.
Xã Đồng Chum có diện tích 55,73 km², dân số năm 1999 là 2534 người, mật độ dân số đạt 45 người/km².